# Kometa White-Ortiz-Bolelli
Kometa White-Ortiz-Bolelli (również C/1970 K1) – kometa nieokresowa, którą obserwowano tylko raz – w 1970 roku.

## Odkrycie i nazwa
Kometę tę odkryli niezależnie trzej obserwatorzy. 18 maja 1970 roku jako pierwszy zauważył ją astronom amator Graeme White (Wollongong, Nowa Południowa Walia, Australia), który ocenił jej jasność widomą na 1-2m, a długość warkocza kometarnego na 1°.
20 maja 1970 roku pilot Air France Emilio Ortiz dostrzegł ten obiekt znajdując się w maszynie, która była ok. 400 km na wschód od Madagaskaru. Jasność komety ocenił na 0,5-1m, a długość warkocza na 5-8°.
W kilka godzin później kometę zaobserwował także Carlos Bolelli, pracownik techniczny Cerro Tololo Inter-American Observatory w Chile. Dostrzegł on jedynie warkocz, gdyż głowa komety znajdowała się już pod horyzontem.
W nazwie znajdują się zatem nazwiska trzech odkrywców.

## Orbita komety
Orbita komety C/1970 K1 ma kształt zbliżony do paraboli o mimośrodzie 1. Jej peryhelium znalazło się w odległości zaledwie ok. 0,009 j.a. od Słońca (1,35 milionów km, 2 promienie słoneczne). Nachylenie orbity do ekliptyki to wartość 139˚.
Z powodu bardzo bliskiego zbliżenia do Słońca kometa ta została zaliczona do grupy komet muskających Słońce.
Przypuszcza się, że kometa C/1970 K1 jest fragmentem innej większej komety, która rozpadła się setki lat temu na kilka części.